# Cercle Saint-Paul Nantes Rezé Atlantique Basket
Maillots
Le Nantes-Rezé Basket est un club de basket-ball féminin dont l’équipe première féminine de basket-ball évoluait en NF1, troisième division nationale et plus haut niveau amateur. Les joueuses sont surnommées les Déferlantes.

## Historique
Né de la scission du bureau du Rezé Basket 44 en 2006, le club de Nantes Rezé Basket est un club issu de plusieurs unions entre clubs rezéens et nantais.
Depuis la saison 2018-2019, le club évolue à Rezé, salle métropolitaine de la Trocardière, enceinte qui peut contenir jusqu’à 4 500 personnes.
Le Nantes Rezé Basket est une association loi de 1901 qui regroupe la section professionnelle et les équipes jeunes féminines engagées en championnat national et régional.
Aussi, le club du NRB regroupe quatre équipes féminines, à différents échelons de la hiérarchie du basket féminin français : 
- Ligue Féminine de Basket (LFB)
- Nationale 2 Féminine (Équipe Espoir)
- Cadettes France (U18)
- Minimes France (U15)

L’équipe des Déferlantes arbore un maillot Blanc (avec short blanc) lors des rencontres à domicile et porte un ensemble Bleu (avec short bleu) lors de ses déplacements.
Fraîchement inspiré des blasons présents au sein des franchises NBA, le blason du Nantes Rezé Basket reprend l’esprit dynamique créé par le terme « Déferlante ».
Le terme « Déferlante » qui désigne une joueuse membre du collectif Nantes Rezé Basket provient d’une campagne réalisée en 2006 durant laquelle la participation des supporters s’est montrée décisive. En référence à la proximité de l’océan et à l’univers marin qui a toujours fait partie intégrante de l’histoire nantaise, cette appellation rassemble surtout les notions de groupe et de force collective qu’aspire à mettre en pratique les joueuses d’un club professionnel de basket.
Depuis 2010, et le gain du premier Challenge Round, le club s'est toujours qualifié pour la coupe d’Europe. Il a d'ailleurs atteint à trois reprises les quarts de finale de la compétition (2011, 2013 et 2014). En mai 2013 le club participe pour la première fois de son histoire à la finale de la coupe de France à Bercy.
En 2014, l'entreprise du président Thierry Frère connaît des difficultés entraînant son départ et son remplacement par le trésorier Bruno Hervé, alors que le club compte 400 000 euros de dettes. Peu de temps après le comité directeur démissionne. Le Rezé Basket 44, qui apporte les droits sportifs au NRB, monte alors un projet pour reprendre le club soutenu par les deux passionnés que sont Hubert Gouriou et Philippe Michaud, ainsi que des salariés du club. Le 22 mai 2014 la FFBB relègue administrativement le NRB en Ligue 2 Féminine. Le club décide de faire appel et obtint le droit de rejouer en Ligue Féminine de Basket et en Eurocup pour la saison 2014-2015.
À l'issue de la saison 2015-2016 Hubert Gouriou laisse la présidence à Franck Valenteyn, qui était déjà présent dans le club en tant que partenaire.
En mai 2017, le club n'affiche plus que 80 000 € de dettes contre 400 000 € en 2014. Doté d'un budget de 1,3 million d’euros, le club réussit depuis 2009 à se qualifier pour les compétitions européennes en attendant d'investir en 2018 la nouvelle salle de la Trocardière qu'elle partage avec le club masculin de l'Hermine de Nantes.
Le club est présidé par Jean-Pierre Ciglia, élu à l'été 2018, des suites du départ pour raisons professionnelles de Franck Valenteyn, à la tête du club depuis juillet 2016.
Au terme de la saison régulière, le club est relégué en Ligue 2.

### Historique du logo

Premier logo
Deuxième logo
Logo de 2011 à 2016.
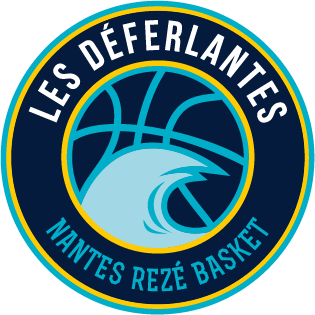
Logo de 2016 à 2021.

## Centre de formation
Le Centre de formation du NRB a été créé lors de la montée de l'équipe première en LFB pour la saison 2008-2009. Il se compose d'une équipe Espoirs évoluant en championnat de Nationale 2 Féminine, d'une équipe de Cadettes (U18) évoluant en championnat de France première division et également d'une équipe Minimes (U15) évoluant en championnat de France. Ancienne responsable, Morgane Cardin, a géré seule le centre de formation pendant deux saisons, par l'aspect sportif (entraîneuse de l'équipe Espoirs) mais aussi par l'aspect scolaire et extra-sportif (médical, administratif...). Après son départ à la fin de saison 2013-2014, entraîné par la crise financière traversée par le club, le centre de formation dut se reconstruire entièrement. La première pierre de ce nouvel édifice fut l'arrivée de Damien Leroux, en provenance d'Aix-en-Provence, engagé au poste d'adjoint de l'équipe première et d'entraîneur de l'équipe Espoirs. Suivi Caroline Aubert, fraîchement retraitée du basket pro féminin, comme entraîneur de l'équipe U18F. Les joueuses du centre de formation sont hébergées au Lycée La Joliverie à Nantes.
Après deux saisons passées à Nantes, Damien Leroux quitte le club à la fin de la saison 2015-2016.
Pour la saison 2017-2018, Alexandre Taunais arrive en provenance de l'Hermine de Nantes. Le 3 février 2018, l'équipe espoir remporte son premier match en NF1 face à Calais après 35 défaites consécutives.

## Palmarès
En 2005 le club est vice-champion de France NF2 et accède à la NF1. En terminant 1er de la Nationale Féminine 1 de la saison 2007/2008, le Nantes Rezé Basket accède pour la première fois de son histoire à l’élite nationale, et intègre donc la prestigieuse Ligue Féminine pour la saison 2008/2009. Malheureusement l'équipe est vaincue en finale par Basket Landes alors qu'elle évoluait à domicile et menait encore à quelques secondes de la fin. Elle succède à l’équipe d’Harouys Nantes qui avait réussi la même performance 20 ans plus tôt.
Le Nantes Rezé Basket remporte 3 challenges round (pour les équipes classées de 5 à 8) en 2010, 2011 et 2012. L'équipe atteint la finale de la Coupe de France lors de la saison 2012-2013 ; les Nantaises sont défaites par le Basket Lattes Montpellier Agglomération sur le score de 67-64.
Le 7 mai 2016, le centre de formation gagne le titre de champion de France Espoir LFB et joue en NF1 lors de la saison 2016-2017.
L'équipe espoir conserve son titre de champion de France Espoir LFB pour la saison 2016-2017 et se maintient en NF1 pour la saison 2017-2018.
Mais l'équipe est battue en finale du championnat de France Espoir 2018 et doit donc descendre en NF2 pour la saison 2018-2019.

## Joueuses et personnalités du club

### Entraîneurs
- 2006-2009 :  Simon Guillou
- 2009-2012 :  Laurent Buffard
- 2012-mars 2019 :  Emmanuel Cœuret
- mars-mai 2019 :  Alexandre Taunais et  Aurélie Bonnan
- 2019-2020 :  Emmanuel Cœuret
- 2020-2022 :  Mamadou Cissé et  Camille Aubert
- 2022- :  Alexandre Taunais

### Joueuses
- Lidija Turčinović
- Yuliya Andreyeva
- Marielle Amant
- Isis Arrondo
- Caroline Kœchlin-Aubert
- Aurélie Bonnan
- Queralt Casas
- Cayla Francis
- Kathleen MacLeod
- Sarah Michel
- Katherine Plouffe
- Mame-Marie Sy-Diop
- Lindsay Taylor
- Marie Vicente Santa Cruz
- Nayo Raincock-Ekunwe
- Shona Thorburn